# Минс, Джон
Джон Алан Минс (англ. John Alan Means; 24 апреля 1993, Олейте, Канзас) — американский бейсболист, питчер клуба Главной лиги бейсбола «Балтимор Ориолс». Участник Матча всех звёзд лиги 2019 года. Сыграл ноу-хиттер 5 мая 2021 года.

## Карьера
Джон Минс родился 24 апреля 1993 года в Олейте. В 2011 году он окончил старшую школу Гарднер-Эджертон и был выбран на драфте Главной лиги бейсбола клубом «Атланта Брэйвз». Джон не подписал контракт с командой и поступил в общественный колледж Форт-Скотта. Кроме игр в турнире NCAA, летом 2012 года он выступал за команду студенческой лиги «Мохок-Вэлли». Благодаря хорошему выступлению Минс получил предложение спортивной стипендии от университета Западной Виргинии.
На драфте 2014 года Джона в одиннадцатом раунде выбрал клуб «Балтимор Ориолс». В 2018 году он задумывался о завершении спортивной карьеры, но по ходу сезона смог пробиться сначала в состав команды ААА-лиги, а в сентябре дебютировал в Главной лиге бейсбола. В июле 2019 года Минс вошёл в число участников Матча всех звёзд лиги.
Пятого мая 2021 года в матче против «Сиэтла» Минс сыграл «ноу-хиттер», ставший для Балтимора первым с 1969 года.